# Скверчин-Ляцький
Скверчин-Ляцький (пол. Skwierczyn Lacki) — село в Польщі, у гміні Папротня Седлецького повіту Мазовецького воєводства.
Населення — 67 осіб (2011).
У 1975-1998 роках село належало до Седлецького воєводства.

## Демографія
Демографічна структура станом на 31 березня 2011 року:
|          | Загалом | Допрацездатний вік | Працездатний вік | Постпрацездатний вік |
| -------- | ------- | ------------------ | ---------------- | -------------------- |
| Чоловіки | 30      | 5                  | 17               | 8                    |
| Жінки    | 37      | 7                  | 19               | 11                   |
| Разом    | 67      | 12                 | 36               | 19                   |